# Kanal D
Kanal D (Kanal Doğan) è una emittente televisiva turca del gruppo Doğan Holding.

## Storia
Il canale è stato lanciato il 19 dicembre 1993. È una delle prime emittenti televisive turche. Con le sue trasmissioni di qualità , è una dei canali più seguiti nel paese.
Questo canale nel 2006 è entrato nelle griglie rumene con programmi innovativi.